# Panopea japonica
Panopea japonica is een tweekleppige uit de familie van de Hiatellidae. De wetenschappelijke naam van de soort werd in 1850 gepubliceerd door Arthur Adams.